# Ablerus macrochaeta
Ablerus macrochaeta är en stekelart som beskrevs av Filippo Silvestri 1927. Ablerus macrochaeta ingår i släktet Ablerus och familjen växtlussteklar.
Artens utbredningsområde är:
- Bangladesh.
- Vietnam.

Inga underarter finns listade i Catalogue of Life.